# 초 소오
초 소오(楚 霄敖, ? ~ 기원전 758년)는 중국 초나라의 제15대 군주(재위: 기원전 763년 ~ 기원전 758년)이다. 이름은 감(坎)이다. 약오의 아들이다. 아들인 분모가 뒤를 이었다.
| 전 임 아버지 약오 웅의 | 제15대 초나라의 군주 기원전 763년 ~ 기원전 758년 | 후 임 아들 분모 웅순 |